# Batalla de Aquisgrán
La batalla de Aquisgrán fue una de las batallas de la Segunda Guerra Mundial, con una duración de seis semanas hasta el 21 de octubre de 1944, en la ciudad alemana de Aquisgrán (en alemán Aachen, y en francés Aix-la-Chapelle).
El General Courtney Hodges había avanzado hacia la Línea Sigfrido y atacó el sector de Aquisgrán fuertemente fortificado, defendido por el General Friedrich Koechling.
El 16 de septiembre de 1944, las tropas estadounidenses llegaron ante la ciudad de Aquisgrán, en la que vivían todavía unos 20.000 civiles (frente a unos 160.000 a principios de la guerra, en 1939), y que estaba fuertemente defendida por 5.000 soldados alemanes al mando del coronel Gerhard Wilck.
Durante la noche del 1 al 2 de octubre, la artillería estadounidense bombardeó la ciudad, y al alba el I Ejército de los Estados Unidos (al mando del general Hodges) rompió la línea Sigfrido. A pesar de los intentos de diversas unidades Panzer, los estadounidenses lograron mantener abierta la brecha y, tras varios días de violentos combates, los alemanes se vieron rodeados por tropas aliadas. La guarnición rechazó la rendición y lanzó un contraataque para intentar romper el cerco formado por los estadounidenses, pero el intento fracasó.
En efecto, Aquisgrán es una ciudad simbólica en la Historia de Alemania y se trataba igualmente de la primera gran ciudad en territorio alemán alcanzada por los aliados en el frente occidental; todo ello llevó a Hitler a ordenar su defensa a cualquier precio. El mando estadounidense decidió entonces contentarse con el asedio de la ciudad y de su aislamiento de las vías de aprovisionamiento y comunicación.
Pero el IX Ejército de los Estados Unidos, desplegado al norte y al sur de la ciudad, consideraba que la bolsa podía suponer una amenaza, y el mando decidió la conquista inmediata de la ciudad. Los estadounidenses tuvieron entonces que enfrentarse al enemigo en combates callejeros encarnizados, que otorgaban la ventaja a los alemanes que estaban en su terreno y conocían bien el lugar. Durante la fase más difícil de la batalla, los estadounidenses desplegaron en la ciudad el 2.º y el 3.º Batallón del 26.º Regimiento de Infantería, así como el 745.º Batallón Blindado, al tiempo que la 30.ª División atacaba Aquisgrán por el norte. Pero tras sólo unos pocos días, esta división había sufrido ya más de 2.000 bajas, por lo que la 29.ª División fue enviada como refuerzo.
El 16 de octubre, los estadounidenses lograron por fin cercar por completo la ciudad. Finalmente, el 21 de octubre de 1944, los restos de la guarnición, que contaba todavía con 300 soldados que sólo resistían en algunas pocas calles, capituló ante el búnker de la Rütscherstraße, y el coronel Wilck firmó la rendición de sus tropas. El balance de la batalla era de 5.000 muertos en ambos bandos, además de 5.600 soldados alemanes hechos prisioneros.

## Fondo
En septiembre de 1944, los aliados occidentales habían llegado a la frontera occidental de Alemania, que estaba protegido por la extensa Línea Sigfrido. El 17 de septiembre, las fuerzas británicas, estadounidenses y polacas lanzaron la Operación Market Garden, un ambicioso intento de eludir la Línea Sigfrido cruzando el Río Rín en los Países Bajos. El fracaso de esta operación, y un grave problema de suministro provocado por las largas distancias involucradas en el rápido avance a través de Francia, pusieron fin a la precipitada carrera aliada hacia Berlín. Las bajas alemanes en Francia habían sido altas - el mariscal de campo Walter Model calculó que sus 74 divisiones tenían la fuerza reales de solo 25- pero los problemas logísticos de los aliados dieron a los alemanes un respiro que utilizaron para comenzar a reconstruir su fuerza. En septiembre, el refuerzo de la Línea Sigfrido por parte del alto mando de la Wehrmacht elevó la fuerza total de las tropas a unos 230.000 soldados, incluidos 100.000 efectivos nuevos. A principios de mes, los alemanes tenían alrededor de 100 tanques en Occidente; al final, tenían aproximadamente 500. A medida que los hombres y el equipo continuaron fluyendo hacia la Línea Sigfrido, pudieron establecer una profundidad defensiva promedio de 3.0 millas (4.8 km).

## Comparación de fuerzas

### Defensas alemanes en Aquisgrán
En octubre, la defensa de Aquisgrán fue asignada al LXXXI cuerpo del General Friedrich Köchling. Estas fuerzas, junto con el 506º Batallón de Tanques y la 108.ª Brigada de Tanques adjuntos, contaban con 20.000 hombres y 11 tanques. A Köchling también se le prometió una nueva 116ª División Panzer y la 3ª División Panzergrenadier, con 24.000 efectivos.
La 183ª División de Volksgrenadier y la 49.ª División de Infantería defendieron los accesos del norte. La 12.ª División de Infantería se posicionó al sur.
El 7 de octubre, la 1.ª División Panzer SS Leibstandarte SS Adolf Hitler fue enviada a defender Aquisgrán.
Aunque seguían llegando nuevas tropas, la 12.ª División de Infantería había perdido la mitad de sus efectivos de combate entre el 16 y el 23 de septiembre, y hubo que dar tiempo a las divisiones de infantería 49.ª y 275.ª para que descansaran.
Mientras que las divisiones de infantería alemanas tenían una fuerza de 15.000-17.000 soldados al comienzo de la Segunda Guerra Mundial, ésta se había reducido a un tamaño de 12.500. En noviembre de 1944, la fuerza media de una división era de 8.761 hombres.
Para hacer frente a la escasez de tropas, en 1944 se crearon las divisiones de Volksgrenadier. Su dotación media total era de algo más de 10.000 hombres por división. Aunque una cuarta parte de ellos eran veteranos experimentados, dos cuartas partes eran soldados nuevos y enfermos, mientras que el resto procedía de la Luftwaffe y la Kriegsmarine.
Estas divisiones solían recibir las armas pequeñas más nuevas, pero carecían de artillería y motorización. La 183ª División de Volksgrenadier no había tenido tiempo de entrenarse como unidad. La 246.ª División de Volksgrenadier se encontraba en una situación similar. Muchas de sus tropas tenían menos de diez días de entrenamiento de infantería. Todas estas debilidades de las tropas fueron compensadas por las fuertes fortificaciones que rodeaban Aquisgrán.

### Fuerzas estadounidenses
La tarea de capturar Aquisgrán se encomendó a la 30ª División de Infantería del XIX Cuerpo del General Charles H. Corlett y a la 1.ª División de Infantería del VII Cuerpo de Joseph Collins.
La 30ª División de Infantería del General Leland Hobbs contaría con la ayuda de la 2ª División Blindada, que trataría de ir por el hueco de la 30ª División en la Línea Sigfrido. Sus lados estaban protegidos por la 29ª División de Infantería.
En el sur, la 1.ª División de Infantería fue apoyada por la 9ª División de Infantería y la 3ª División Blindada. Estas divisiones acogieron a un gran número de nuevos hombres.
El 1 de octubre, más del 70% de los hombres de la 1.ª División de Infantería del General Clarence Huebner eran tropas nuevas. Las dos últimas semanas de septiembre se dedicaron a entrenar a estos hombres en materia de lucha y armamento.
El plan preveía que las dos divisiones de infantería evitaran los combates callejeros en Aquisgrán. El plan era que las dos divisiones rodearan la ciudad. Entonces una pequeña fuerza la capturaría mientras la mayoría de las fuerzas estadounidenses se desplazaban hacia el este.
Aunque las unidades americanas solían ser capaces de conseguir nuevas tropas rápidamente, los reemplazos rara vez tenían suficiente entrenamiento. Muchos oficiales subalternos carecían de habilidades tácticas y de liderazgo. Algunos conductores de tanques ni siquiera habían conducido nunca un coche. Algunos comandantes de tanques tenían que enseñar a sus hombres a cargar y disparar sus cañones de tanque en el campo antes de las misiones.
El sistema estadounidense significaba que las nuevas tropas que llegaban al frente no estaban debidamente entrenadas para el combate. A veces, la mitad de los reemplazos de una unidad morían o resultaban heridos en los primeros días de combate.
Estas pérdidas exigieron la incorporación de más tropas a los combates. Un batallón de la 28ª División de Infantería estadounidense fue enviado contra Aquisgrán para ayudar a la 1.ª División de Infantería estadounidense durante el 18-21 de octubre.
Estas fuerzas fueron apoyadas por la Novena Fuerza Aérea, que sabía dónde estaba el 75% de los fortines. Planearon un bombardeo inicial con 360 bombarderos y 72 cazas. Se utilizarían nuevos aviones para un segundo ataque, que incluía napalm.
Como los alemanes tenían pocos cañones antiaéreos y el apoyo de la Luftwaffe era muy limitado, las fuerzas aliadas controlaban el cielo de Aquisgrán.

## Batalla
Durante seis días antes del ataque estadounidense, la artillería aliada bombardeó las defensas alemanas alrededor de Aquisgrán. Aunque bombarderon el LXXXI cuerpo alemán para detener todos los movimientos de tropas y suministros, no dañaron los fortines y las casamatas.
Los primeros bombardeos aéreos del 2 de octubre tampoco dañaron las defensas alemanas. Los 450 aviones no alcanzaron ningún fortín alemán. Sus objetivos estaban ocultos por el espeso humo de la artillería aliada. Una vez que los aviones terminaron su bombardeo, la artillería disparó 18.696 proyectiles.

### Avance desde el norte: 2-8 de octubre
La 30ª División de Infantería avanzó el 2 de octubre. Utilizaron la artillería para destruir los fortines alemanes. Tardaron treinta minutos en capturar un fortín. No se esperaban combates intensos, y un grupo perdió 87 soldados en una hora; otro perdió 93 de 120 soldados por un ataque de la artillería alemana.
Los atacantes pudieron cruzar lentamente el río Wurm. Atacaron los fortines alemanes con lanzallamas y explosivos. En la tarde del 2 de octubre, la 30ª División de Infantería había superado las defensas alemanas y llegado a la ciudad de Palenberg.
Aquí, los soldados estadounidenses tuvieron que luchar para llegar a cada casa (el soldado Harold G. Kiner recibió la Medalla de Honor por lanzarse sobre una granada alemana salvando la vida de dos soldados).
Los combates en la ciudad de Rimburg fueron terribles. Los blindados estadounidenses no pudieron cruzar el río Wurm y no pudieron apoyar a los soldados de infantería que atacaban a los alemanes. La 30ª División de Infantería destruyó 50 fortines alemanes el primer día.
El avance de la división fue ayudado por los ataques de la 29ª División de Infantería. Los alemanes pensaron que los ataques de la 29ª División eran el ataque principal.
En la noche del 2 de octubre, el 902º Batallón de Cañones de Asalto alemán recibió la orden de atacar a la 30ª División de Infantería. La artillería aliada hizo que el ataque alemán no comenzara a tiempo. El ataque alemán fracasó.
Los blindados estadounidenses pudieron ayudar en el avance del 3 de octubre. Los ataques estadounidenses fueron detenidos por los ataques alemanes. Rimburg fue capturado el segundo día. Los combates también habían comenzado en la ciudad de Übach. Los tanques estadounidenses intentaron atacar la ciudad. Sin embargo, no pudieron avanzar debido al fuego de la artillería alemana.
El fuego de la artillería estadounidense impidió que los alemanes la reconquistaran. Al final del día, la 30ª División de Infantería tenía unos 300 muertos y heridos.
Las fuerzas alemanas continuaron sus ataques sobre Übach. Esto impidió el avance de las tropas americanas. El 4 de octubre los aliados sólo habían capturado Hoverdor y Beggendorf. Los estadounidenses perdieron 1800 soldados en los últimos tres días. El 5 de octubre, el 119.º Regimiento de la 30.ª División de Infantería capturó Merkstein-Herbach.
Al día siguiente los alemanes atacaron Übach, pero el ataque no tuvo éxito. Los americanos tenían muchos más tanques. Los alemanes no tenían tropas adicionales. El General Koechling consiguió un grupo de tanques Tiger para defender Aachen desde el norte.
Los alemanes atacaron el 8 de octubre con un regimiento de infantería, el 1º Batallón de Asalto, la 108.ª Brigada Panzer y 40 vehículos blindados. La parte izquierda del ataque cortó un pelotón americano. Los alemanes tenían muchas pérdidas y los americanos se acercaban.

### Avance desde el sur 8-11 de octubre
En el sur, la 1.ª División de Infantería atacó el 8 de octubre. Querían capturar la ciudad de Verlautenheide. Un gran ataque de artillería les ayudó a capturar la ciudad.
El 10 de octubre, la 1.ª División de Infantería estaba en la posición prevista, donde podía unirse a la 30ª División de Infantería. Los alemanes atacaron pero acabaron con más de 40 muertos y 35 prisioneros. A pesar de los repetidos ataques alemanes, la 1.ª División de Infantería pudo capturar las tierras altas alrededor de la ciudad.
El 10 de octubre, Estados Unidos amenazó con bombardear la ciudad si no se rendía. El comandante alemán se negó a rendirse. La artillería americana disparó 5.000 proyectiles y la ciudad fue bombardeada por la aviación americana.

### Enlace: 11-16 de octubre
Los muertos y heridos americanos aumentaban. Esto fue causado por los ataques alemanes y el peligro de atacar los pastilleros. Los alemanes de la ciudad de Bardenberg hicieron pastilleros para defenderse. Los atacantes americanos se retiraron y bombardearon el pueblo con artillería.
El 12 de octubre, los alemanes atacaron a la 30ª División de Infantería estadounidense. Los estadounidenses se defendieron con fuego de artillería y defensas antitanque.
En el pueblo de Birk, hubo un combate entre tanques alemanes y un solo tanque Sherman americano. Luego llegó la 2ª División Blindada y los alemanes fueron expulsados del pueblo.
La 30ª División de Infantería tuvo que defenderse en todo el terreno que tenía. Se les ordenó moverse hacia el sur para unirse a la 1.ª División de Infantería. Dos batallones de infantería de la 29ª fueron enviados para unirse a la 30ª.
El mismo día (12 de octubre), dos regimientos de infantería alemanes intentaron la recaptura. Ambos regimientos fueron destruidos casi por completo. Entre el 11 y el 13 de octubre la aviación aliada bombardea Aquisgrán.
El 15 de octubre, los alemanes volvieron a atacar a la 1.ª División de Infantería. Aunque varios tanques pesados lograron atravesar las líneas estadounidenses, la mayoría de las fuerzas alemanas fueron destruidas por la artillería y la aviación.
Al día siguiente, los alemanes atacaron con la 3ª División Panzergrenadier. Tuvieron grandes pérdidas y tuvieron que detener el ataque.
La 30ª División de Infantería y partes de la 29ª División de Infantería y la 2ª División Blindada se desplazaron hacia el sur entre el 13 y el 16 de octubre. No pudieron atravesar las defensas alemanas y unirse a las fuerzas aliadas al sur.
Los alemanes atacaron con artillería. Los tanques alemanes se escondieron en las casas. El general Hobbs, comandante de la 30ª División de Infantería, trató de sortear las defensas alemanas. Atacó con dos batallones de infantería. El ataque fue un éxito. Las Divisiones de Infantería 30 y 1 se unieron el 16 de octubre.
Los combates causaron al XIX Cuerpo estadounidense más de 400 muertos y 2.000 heridos, el 72% de ellos de la 30ª División de Infantería. Los alemanes tuvieron 630 de sus soldados muertos y 4.400 heridos; otros 600 murieron en el ataque de la 3ª División Panzergrenadier a la 1.ª División de Infantería estadounidense el 16 de octubre.

### Lucha por la ciudad: 13-21 de octubre
La 1.ª División de Infantería sólo tenía un regimiento para capturar la ciudad. Atacaron con ametralladoras y lanzallamas. Sólo se utilizaron algunos tanques y un obús en el ataque.
La ciudad estaba defendida por 5.000 soldados alemanes, incluyendo la marina, la fuerza aérea y la policía de la ciudad. La mayoría de estos soldados carecían de experiencia y entrenamiento. Contaban con el apoyo de algunos tanques y cañones de asalto. Sin embargo, los defensores de Aquisgrán pudieron utilizar las estrechas calles para defender la ciudad.
El ataque de la 26ª Infantería el 13 de octubre fue detenido por los alemanes que disparaban desde las alcantarillas y los sótanos. Los tanques Sherman no podían moverse por las estrechas calles. El 26º Regimiento de Infantería utilizó obuses para destruir las fortificaciones alemanas. Los tanques Sherman fueron atacados por los cañones antitanques alemanes.
Los tanques americanos y otros vehículos blindados disparaban a los edificios para matar a los defensores que se escondían dentro. La infantería alemana se movía por las alcantarillas para atacar a los americanos.
Los alemanes lucharon muy duro. Atacaron a los americanos y utilizaron blindajes para detener el movimiento americano.

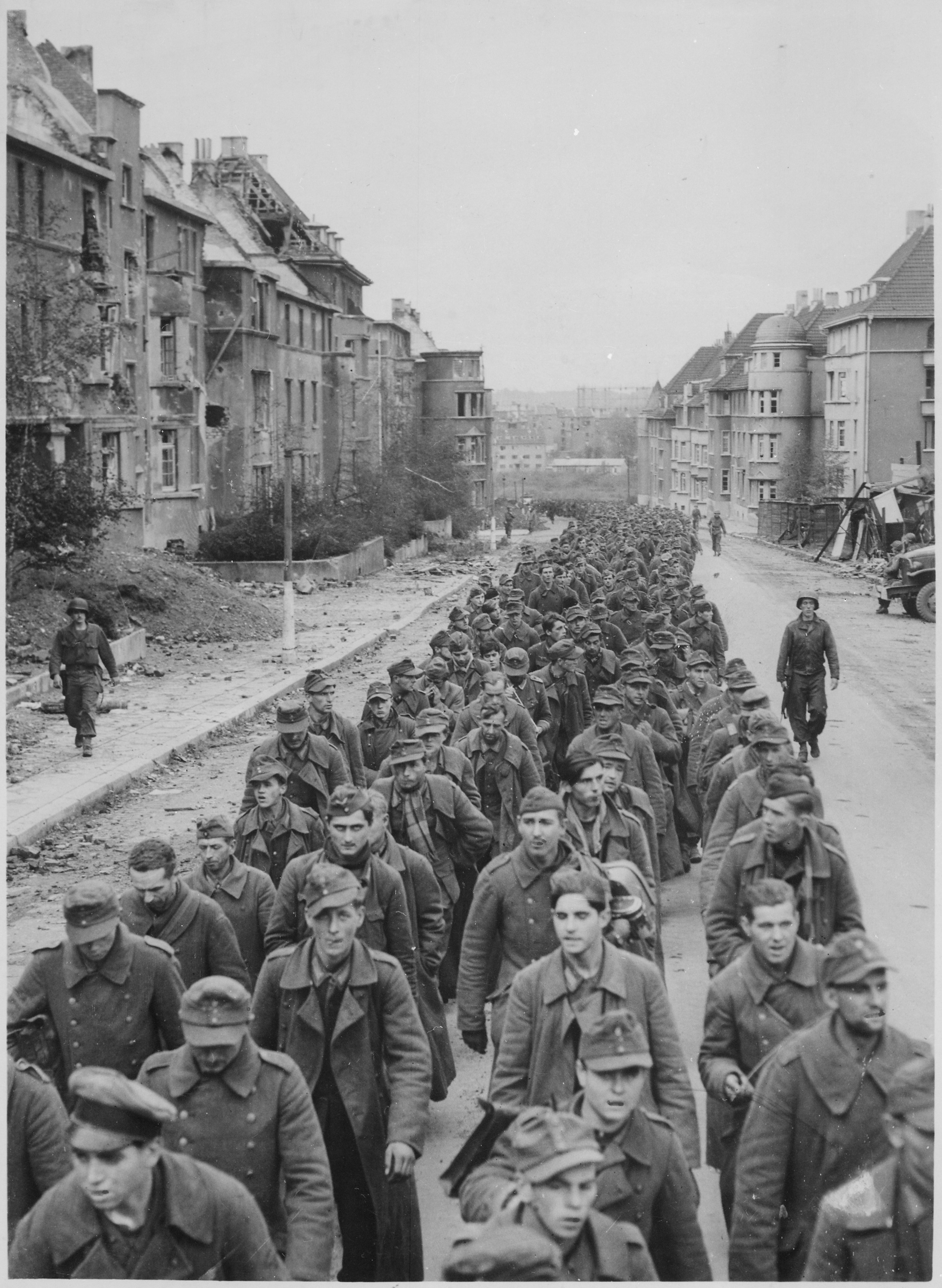
Prisioneros alemanes en Aquisgrán

El 18 de octubre, el 3.er Batallón del 26º Regimiento de Infantería se preparó para atacar el Hotel Quellenhof. Esta era una de las últimas zonas en poder de los alemanes en la ciudad. Los tanques americanos y otros cañones dispararon contra el hotel. Esa noche, 300 nuevos soldados del 1.er Batallón de las SS se trasladaron al hotel. Detuvieron varios ataques al edificio.
Un violento ataque alemán consiguió superar a las compañías de infantería americanas en el exterior del hotel. Los alemanes fueron entonces detenidos por el fuego de mortero americano.
Los estadounidenses bombardearon las posiciones alemanas con cañones de 155 milímetros (6,1 pulgadas). Además, se utilizó un batallón del 110.º Regimiento de Infantería para rellenar huecos en la ciudad. El nuevo batallón recibió la orden de atacar la ciudad los días 19 y 20 de octubre.
El 21 de octubre, los soldados del 26.º Regimiento de Infantería capturaron el centro de Aquisgrán. Los alemanes del Hotel Quellenhof se rindieron, poniendo fin a la batalla por la ciudad.

## Resultado
Unos 5,600 alemanes habían caído prisioneros y la ciudad había quedado convertida en un mar de ruinas. Hay estimaciones que señalan que el 83% de los edificios habían sido destruidos. Tal fue la devastación que las vidrieras de la catedral fueron destruidas por los bombardeos, al tiempo que el cementerio de aquel templo también resultó dañado.